# Lars Wilhelm Brolin

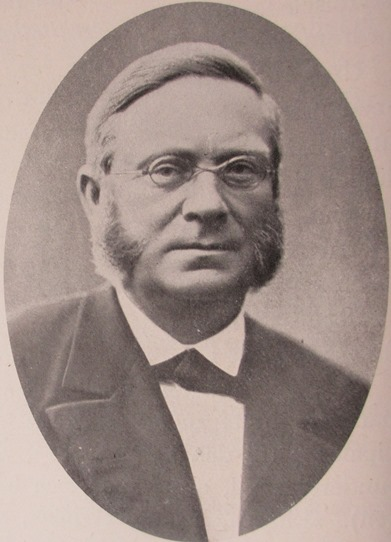
Lars Wilhelm Brolin.

Lars Wilhelm Brolin, född 22 maj 1825 i Söderhamn, död 14 juni 1902, var en svensk grosshandlare. Han var bror till Johan Gustaf Brolin.
Brolin var från 1849 delägare i Johan Brolin & Son, och innehade i Söderhamn posterna som ordförande i drätselkammaren, hamnkontoret och sjömanshuset och som direktör för Söderhamns stads Sparbank. Han var gift med Augusta Lovisa Vanselow (1827–1914) från Wismar, syster till sjökaptenen Christian Vanselow (1826–1903), som förde de brolinska fartygen "Kristin Maria", "Hebe" och "Hildur".